# Colin Campbell (1er comte d'Argyll)
Pour les articles homonymes, voir Colin Campbell et Campbell.
Colin Campbell (vers 1433 – 10 mai 1493), 1er comte d'Argyll, 2e lord Campbell, fut un noble écossais.

## Biographie
Il est le fils d'Archibald Roy Campbell, Maître de Campbell, décédé avant son père.
Il succède à son grand-père Duncan Campbell, 1er lord Campbell, à la mort de ce dernier en 1453, et est créé comte d'Argyll en 1457 par le roi Jacques II d'Écosse. Pendant sa minorité son oncle Colin Dubh d'Argyll seigneur de Glenorchy lui sert de tuteur. En 1470 il devient Lord Lorne, après la résignation de l'oncle de sa femme, Walter Stewart, troisième Lord Lorne, qui devient Lord Innermeath.
En 1475 le roi Jacques III d'Écosse qui cherchait à régler définitivement le problème de Seigneurie des Îles le nomme « Lieutenant Royal » avec des pouvoirs étendus dont celui de prononcer un ordre de confiscation à l'encontre de Jean II MacDonald Seigneur des Îles. Cette mission fait la fortune de Colin Campbell à qui en 1481 est alloué une bonne partie du Knapdale dont le commandement du château de Castel Sween.
Campbell soutient ensuite le roi Jacques III contre les « Douglas noirs », menés par le huitième comte de Douglas, et reçoit le comté du roi Jacques III. Jacques lui donne également la charge de Lord Chancelier d'Écosse, mais il collabore finalement au meurtre de Jacques III en 1488. En 1488, le roi Jacques IV le nomme à son tour Lord Chancelier.

## Union et postérité
Il se marie avec Isabelle Stewart, fille de John Stewart, deuxième Lord Lorne en 1465 dont :
- Archibald Campbell, 2e comte d'Argyll ;
- Thomas Campbell ;
- Sir Colin Campbell de Glen Orchy, ancêtre des comtes de Breadalbane.